# 아이치 예술 문화 센터

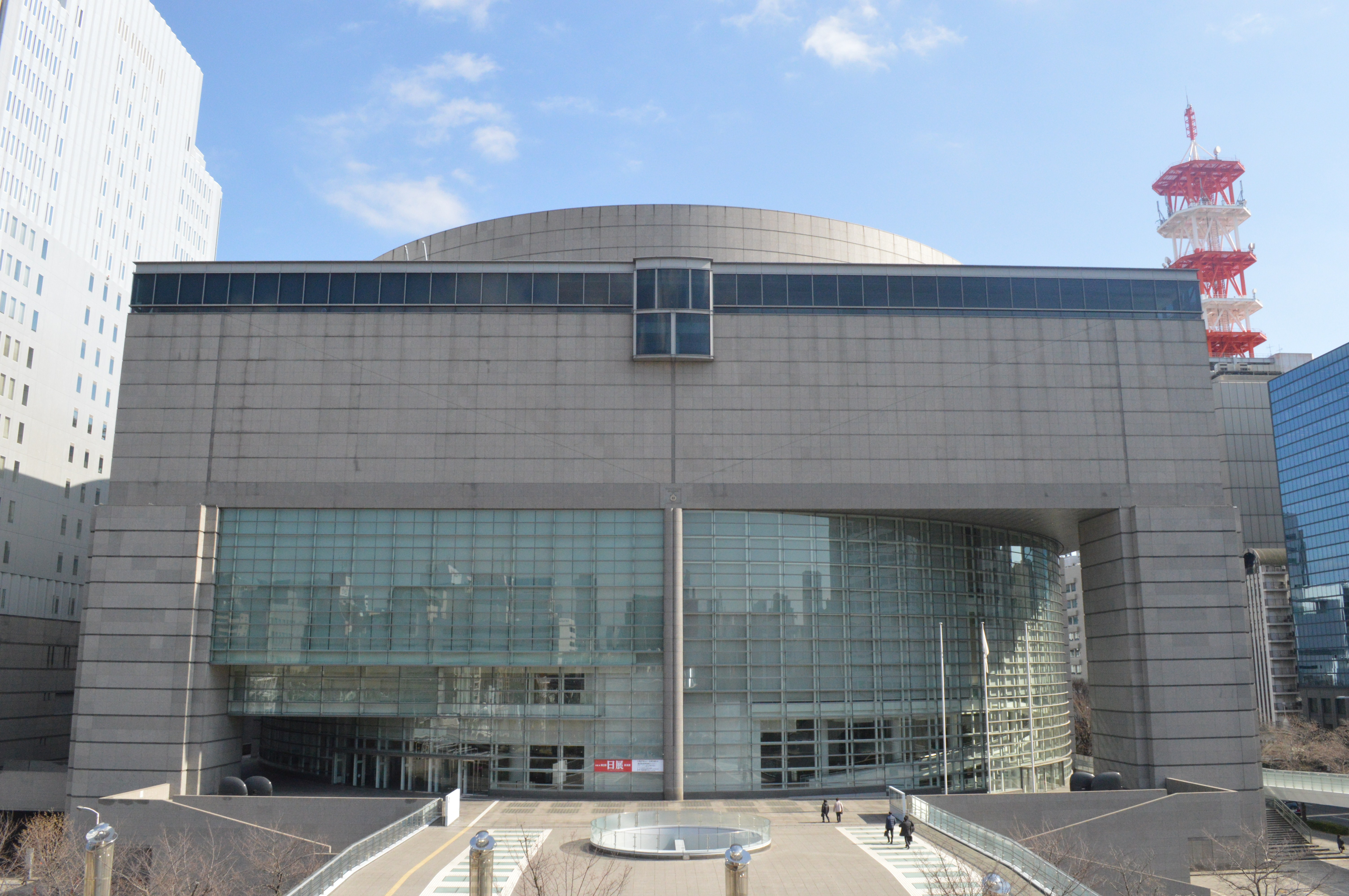
아이치 예술 문화 센터

아이치 예술 문화 센터(일본어: 愛知芸術文化センター 아이치게쥬쓰분카센타[*], Aichi Arts Center)는 일본, 아이치현, 나고야시 히가시구에 있는 복합 예술 공간이다. 아이치 현 미술관, 아이치 현 예술 극장, 아이치 현 문화 정보 센터, 아이치 현 도서관이 위치하고 있다.

## 같이 보기
- 나고야 필하모니 교향악단